# Lindemann (zespół muzyczny)
Lindemann – niemiecko-szwedzki zespół muzyczny założony w 2013 roku przez wokalistę zespołu Rammstein Tilla Lindemanna oraz producenta muzycznego i multiinstrumentalistę Petera Tägtgrena, lidera zespołów Pain i Hypocrisy.
Debiutancki album formacji zatytułowany Skills in Pills ukazał się 23 czerwca 2015 roku nakładem wytwórni muzycznej Warner Music Group. Premierę płyty poprzedził singel „Praise Abort”, który dotarł do 42. miejsca niemieckiej listy przebojów Media Control Charts. Do piosenki powstał również teledysk, który wyreżyserował Zoran Bihać.

## Dyskografia

### Albumy
| Tytuł           | Dane dot. albumu                                      | Pozycja na liście | Pozycja na liście | Pozycja na liście | Pozycja na liście | Pozycja na liście | Pozycja na liście | Pozycja na liście | Pozycja na liście | Pozycja na liście |
| Tytuł           | Dane dot. albumu                                      | NLD               | AUS               | NZL               | UK                | FIN               | GER               | BEL (WA)          | BEL (FL)          | POL               |
| --------------- | ----------------------------------------------------- | ----------------- | ----------------- | ----------------- | ----------------- | ----------------- | ----------------- | ----------------- | ----------------- | ----------------- |
| Skills in Pills | - Data: 23 czerwca 2015 - Wydawca: Warner Music Group | 6                 | 17                | 23                | 35                | 1                 | 1                 | 19                | 17                | 31                |
| F & M           | - Data: 22 listopada 2019 - Wydawca: Vertigo Berlin   | 18                | —                 | —                 | 85                | 5                 | 1                 | 25                | 9                 | 20                |

### Single
| „Praise Abort”                  | 2015 | 42 | Skills in Pills |
| „Fish On”                       | 2015 | —  | Skills in Pills |
| „Mathematik” (feat. Haftbefehl) | 2018 | —  | —               |
| „Steh auf”                      | 2019 | —  | F & M           |
| „Ich weiß es nicht”             | 2019 | —  | F & M           |
| „Knebel”                        | 2019 | —  | F & M           |
| "—" singel nie był notowany.    |      |    |                 |

## Teledyski
| Tytuł                                | Rok  | Reżyseria   | Album           | Źródło |
| ------------------------------------ | ---- | ----------- | --------------- | ------ |
| „Praise Abort”                       | 2015 | Zoran Bihać | Skills in Pills | [ 5 ]  |
| „Fish On”                            | 2015 | Zoran Bihać | Skills in Pills | [ 20 ] |
| „Mathematik” (gościnnie: Haftbefehl) | 2018 | Zoran Bihać | —               | [ 21 ] |
| „Steh auf”                           | 2019 | Zoran Bihać | F & M           | [ 22 ] |
| „Knebel”                             | 2019 | Zoran Bihać | F & M           | [ 23 ] |